# Zerynthia
Zerynthia is een geslacht van dagvlinders uit de familie Papilionidae

## Taxonomie
Het geslacht kent de volgende soorten:
- Zerynthia caucasica (Lederer, 1864)
- Zerynthia cerisy (Godart, 1824) - oostelijke pijpbloemvlinder
- Zerynthia cretica (Rebel, 1904) - kretapijpbloemvlinder
- Zerynthia deyrollei (Oberthur, 1869)
- Zerynthia hypermnestra (Scopoli, 1763)
- Zerynthia hypsipyle (Schultze, 1776)
- Zerynthia latentaria Curtis, 1830
- Zerynthia polyxena (Denis & Schiffermüller, 1775) - zuidelijke pijpbloemvlinder[3]
- Zerynthia rumina (Linnaeus, 1758) - Spaanse pijpbloemvlinder[4]